# La Campana
La Campana település Spanyolországban, Sevilla tartományban. La Campana Fuentes de Andalucía, Carmona, Lora del Río és Palma del Río községekkel határos. Lakosainak száma 5132 fő (2024).

## Népesség
A település népessége az elmúlt években az alábbi módon változott:
| Lakosok száma | 5180 | 5166 | 5310 | 5469 | 5514 | 5451 | 5349 | 5276 | 5177 | 5132 |
|               | 2001 | 2004 | 2007 | 2009 | 2012 | 2014 | 2017 | 2019 | 2022 | 2024 |